# 梅佐梅里科
梅佐梅里科（義大利語：Mezzomerico），是意大利诺瓦拉省的一个市镇。总面积7平方公里，人口1115人，人口密度159.3人/平方公里（2009年）。ISTAT代码为003097。